# Hemileius nagaii
Hemileius nagaii är en kvalsterart som först beskrevs av Sandór Mahunka 1988.  Hemileius nagaii ingår i släktet Hemileius och familjen Hemileiidae. Inga underarter finns listade i Catalogue of Life.